# Едж (музикант)
Вижте пояснителната страница за други личности с името Едж.
Дейвид Хауъл Евънс (на английски: David Howell Evans), по-известен като Едж и Ди Едж (The Edge), е ирландски музикант. Свири на китара, понякога синтезатор и е беквокал на Ю Ту.
Роден е на 8 август 1961 г. в Баркинг, Англия. Израства в Дъблин, защото семейството му се мести там, когато той е само на една година. Има брат, който също (макар за кратко) е член на групата, и сестра Джилиън.
През 1983 г. се жени за своята приятелка Айслин, с която имат 3 дъщери, но в началото на 1990-те години се развеждат. През 1997 г. Морли – танцьорка на Ю Ту, ражда още една дъщеря на Дейв. След 2 години се ражда и синът им Леви. След около 3 години двамата сключват брак във Франция.
Основател е на благотворителната кампания „Мюзик Райзинг“. Собственик е и на дъблинския хотел „Кларънс“, който купуват двамата с Боно в края на 1990-те години.